# IC 1329
IC 1329 — галактика типу *Grp (велика група зірок) у сузір'ї Дельфін.
Цей об'єкт міститься в оригінальній редакції індексного каталогу.